# Drapeau et armoiries de la ville de Chihuahua
 (juillet 2025).

Drapeau de la ville de Chihuahua

Le drapeau de la ville de Chihuahua, représente les armoiries de la ville dans sa version la plus récente, il est composé de huit rectangles divisé en deux bandes verticales de taille identique, de couleur or et blanc, avec les armoiries de la municipalité en son centre. Le drapeau de la ville de Chihuahua est l'emblème qui représente cette ville et est utilisé par la mairie comme symbole représentatif de la ville de Chihuahua. Il porte un aigle à deux têtes aux ailes déployées qui représente Charles Ier. Il a été adopté le 28 avril 2010.

## Drapeaux historiques

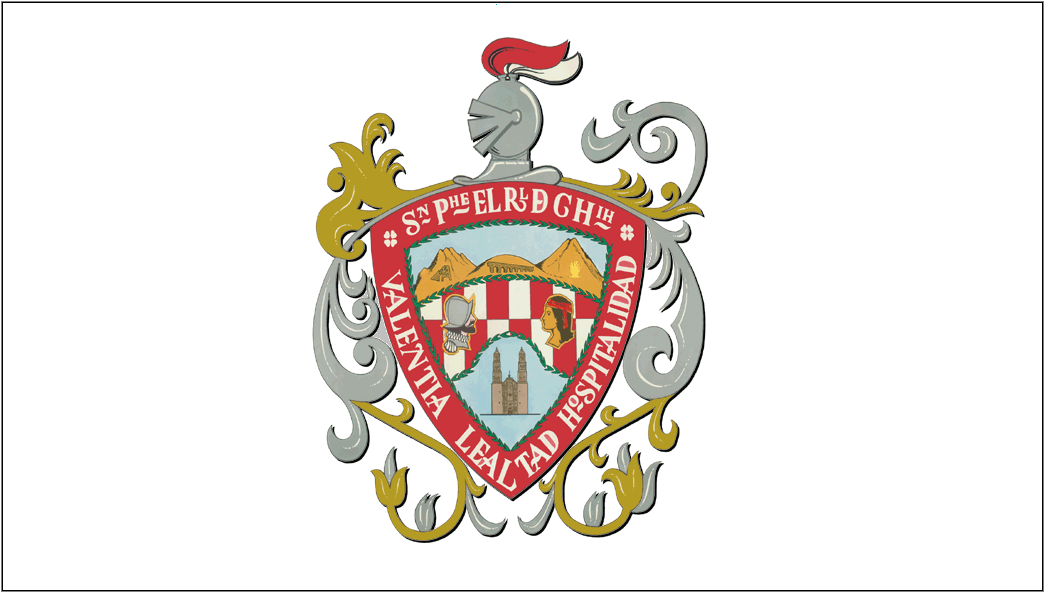
Drapeau de la ville de Chihuahua (1946–2001)
Drapeau de la ville de Chihuahua (2002–2006)
Drapeau de la ville de Chihuahua (2006–2007)
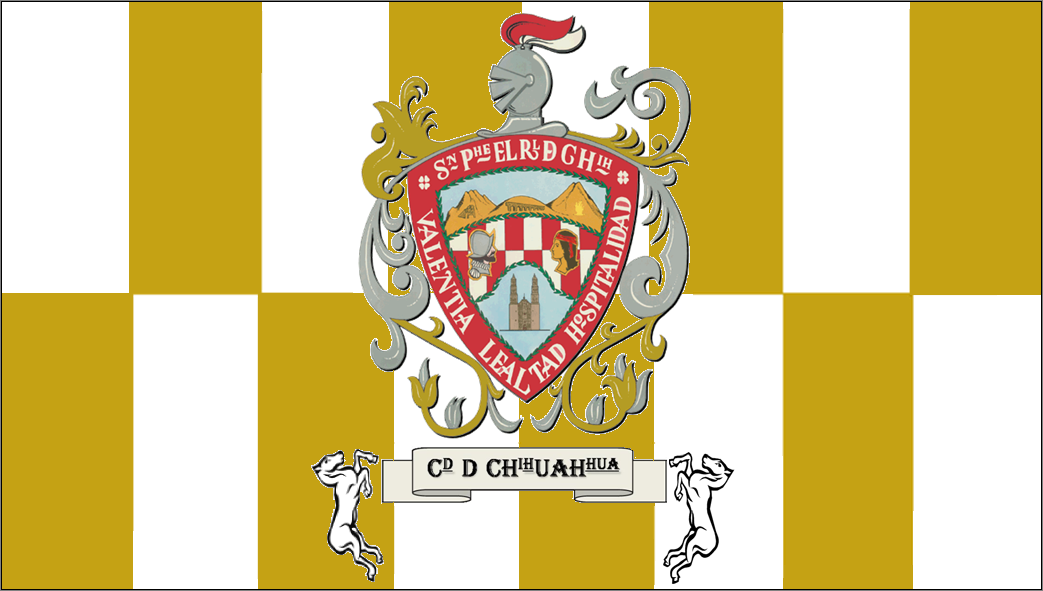
Drapeau de la ville de Chihuahua (2018-2021).

## Armoiries

Armoiries de la ville de Chihuahua

Les armoiries de la ville de Chihuahua sont gothiques, pointues et à pointe. (Ceci est inhabituel parmi les armoiries mexicaines, qui suivent la tradition héraldique espagnole. On dit que cette forme est due au fait que son créateur était un citoyen français résidant dans la ville de Chihuahua, mais cela n'est pas vérifiable en 2007.)
Elles sont composées d'une bordure de gueules (rouge) dont la partie supérieure porte l'inscription « San Felipe del Real de Chihuahua », l'acronyme de l'État de Chihuahua. Sur les côtés, la devise de l'État « Valoría, Lealtad, Hospitalidad » (Valeur, Loyauté, Hospitalité) en lettres d'argent, et une fleur de pommier à chaque angle supérieur. Le corps principal des armoiries est divisé en trois quartiers asymétriques, séparés les uns des autres et de la bordure par une bordure de feuilles de laurier vertes. Le quartier principal arbore, sur fond de ciel azur, les trois collines qui dominent le paysage de Chihuahua, capitale de l'État : « El Coronel », « Santa Rosa » et « Grande », dans leurs couleurs naturelles. Au premier plan, de gauche à droite, on distingue un treuil minier, une section de l'aqueduc de la capitale et un mesquite.
Il convient de souligner la présence symbolique de deux déserts caractéristiques de notre État : le désert de Samalayuca et le bassin du Mapimí, situés au nord et au sud de Chihuahua. Le quartier central est orné de seize pièces, huit argentées et huit rouges, représentant les votes pour et contre la fondation de la ville de Chihuahua en 1709, qui se soldèrent par une égalité de voix. Au-dessus, les profils d'un conquistador espagnol et d'un Indien Tarahumara se font face. Dans le quartier inférieur, en bleu, se trouve le frontispice doré de la cathédrale de Chihuahua.